# Пусть будет Лиза
«Пусть будет Лиза» — российский фильм-драма, снятый режиссёром Игорем Каграмановым по сценарию самого Каграманова и Юрия Глушенкова. Участник конкурсной программы «Дебют» фестиваля «Кинотавр 2018».

## Сюжет
Катя живёт очень скромно, с мужем и матерью в провинциальном городе, работает на местном предприятии. Мама неожиданно заболевает, но даже более неожиданен её поступок — та решает подписать всё своё скудное наследство не дочери, а своему сыну, брату девушки. Катя готова на всё, чтобы изменить это несправедливое, по её мнению решение. Но и сама не замечает, насколько страшными могут быть последствия её необдуманных действий.

## В ролях
- Елена Махова — Катя
- Наталья Павленкова — Галина Степановна, мать
- Алексей Розин — Артур
- Виктор Потапешкин — Егор
- Ирина Жерякова — Варвара
- Соня Ривкин — Алина
- Татьяна Селивёрстова — Таня
- Леонид Клёц — эпизод

## Производство
Съёмки фильма проходили в Калуге в апреле 2017 года.

## Награды
Призы за лучшую женскую роль (Махова) и операторскую работу (Иван Устинов) XII Чебоксарского международного кинофестиваля.

## Критика
- Клара Хоменко, Time Out: «Пусть будет Лиза» — это живая иллюстрация того, сколь пагубно повлиял на умы кинематографистов Андрей Звягинцев: выглаженная картинка, печальная музыка, всеобщая нелюбовь и трагически покосившиеся ворота дачи как символ… а вот непонятно даже, чего и символ. Потому что в отличие от Звягинцева, Каграманов не может придать истории ни объёма, ни смысла — помимо той свежайшей морали, что убивать грех и ничего путного из этого не выйдет[5].
- Сергей Сычёв, КиноПоиск: Изобразительно фильм решён настолько скромно, что его лучше смотреть на телеэкране — он от этого только выиграет. Особенно если просмотр будет семейным[6].
- Алина Корниенко, CinemaFlood: Режиссёрский полнометражный дебют Игоря Каграманова — кино во всех смыслах проблемное[7].